# Кирха Святого Михаила в Жеребятках

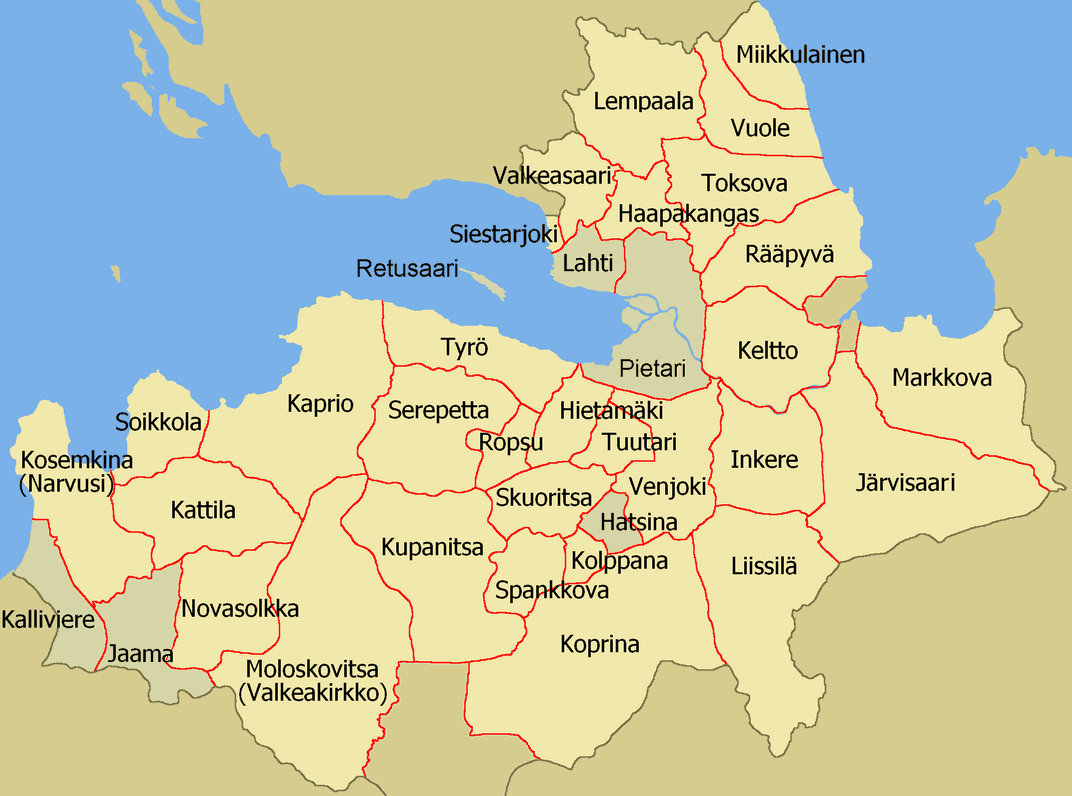
Карта приходов Церкви Ингрии (1930-е годы)

Кирха святого Михаила в Жеребятках — несохранившаяся лютеранская церковь в деревне Жеребятки Ломоносовского района Ленинградской области, бывший центр прихода Серепетта (фин. Serepetta) Евангелическо-лютеранской церкви Ингрии.

## История
Лютеранский приход Серепетта был основан в 1640 году.
На карте Ингерманландии А. И. Бергенгейма, составленной по шведским материалам 1676 года, упоминается кирха в деревне Nova Bura.
До окончания Северной войны приход именовался Ууси Пуура (фин. Uusi Puura), так как церковь и пасторат находились в то время в русской деревне Новая Буря.
В 1748—1752 годах деревянная кирха и пасторат были перенесены в соседнюю, финскую деревню Серепетта (Жеребятки), вследствие чего и приход получил такое же название.
В 1829—1830 годах в Жеребятках была построена новая, рассчитанная на 300 человек, каменная церковь.
Кирха была освящена во имя Святого Михаила 7 марта 1846 года.
Владелец деревни, помещик Пауль фон Боттон, пожертвовал на её строительство 5 тысяч рублей.
В 1865 году приход Серепетта состоял из 1124 человек. Это был самый маленький лютеранский приход в Ингерманландии. Приход входил в Восточно-Ингерманландское пробство.
В 1891 году в приходе открылась воскресная школа, занятия в ней вёл настоятель Артур Пииранен.
В 1894 году кирху отремонтировали.
Для прихода Серепетта, как и для других Восточно-Ингерманландских приходов, характерно постепенное уменьшение численности финского населения, так как на эту территорию переселялись русские и эстонцы, и это переселение поддерживалось политикой государства.
В 1905 году в приходе насчитывалось около 1600 финнов-ингерманландцев, около 1200 эстонцев, 41 немец, четыре шведа и один латыш, в связи с этим проводились богослужения, как на финском, так и на шведском и немецком языках.
В 1917 году в приходе насчитывалось 1619 финнов-ингерманландцев и 1594 эстонца.
Кирха была закрыта в 1935 году. Здание кирхи снесли в 1936 году.

## Прихожане
Приход Серепетта (фин. Serepetta) включал в себя 44 деревни:

Агакули, Большое Горлово, Большое Забородье, Боола, Великайзи, Вильповицы, Верпелево, Верхние Рудицы, Горки, Десяцкая, Жеребятки, Заостровье, Зрекино, Каменка, Киваницы, Клясино, Кожерицы, Кондово, Левволово, Лопухинка, Малое Горлово, Малое Забородье, Малкуново, Мартизи, Модолицы, Муховицы, Никкорово, Новая Буря, Новая Деревня, Новые Добряницы, Новые Медуши, Новый Бор, Перелесье, Савольщина, Стародворье, Слепино, Сокули, Старая Буря, Старые Добряницы, Старые Мёдуши, Старый Бор, Терентелева, Шолково, Чудиново.
Изменение численности населения прихода Серепетта с 1842 по 1919 год:

## Духовенство
| Настоятели прихода | Настоятели прихода                              |
| Даты               | Пастор                                          |
| ------------------ | ----------------------------------------------- |
| 1640—1648          | Петрус Зигфриди                                 |
| 1661—1675          | Эрик Харкман                                    |
| 1682—1685          | Самуэль Фрисиус                                 |
| 1688—1704†         | Карл Сарковиус (настоятель)                     |
| 1697—1708          | Якоб Йохан Форсман (капеллан)                   |
| 1715—1722†         | Абрахам Хювениус (пастор)                       |
| 1722—1726          | Якоб Йохан Форсман (пастор)                     |
| 1726—1768†         | Олаус Зетраеус (настоятель)                     |
| 1757—1759          | Хенрик Форсандер (адъюнкт)                      |
| 1767—1778†         | Йохан Вирениус (адъюнкт, и. о. пастора, пастор) |
| 1778—1781          | Хенрик Линдстрём (и. о. пастора)                |
| 1781—1793†         | Йохан Хенрик Волтер (настоятель)                |
| 1793—1794          | Йохан Сален (и. о. пастора)                     |
| 1794—1806          | Андерс Готтлиб Кастегрен (настоятель)           |
| 1806—1829          | Адольф Фредрик Эльгеен (настоятель)             |
| 1829—1836†         | Якоб Вилхелм Бьёрк (и. о. пастора, пастор)      |
| 1837—1846          | Густав Вилхелм Келлбак (настоятель)             |
| 1848—1867†         | Аарон Лундстрём (и. о. пастора, пастор)         |
| 1868—1889†         | Фредрик Готтлиб Слёёр (настоятель)              |
| 1890—1891          | Свен Роберт Артур Пииранен (и. о. пастора)      |
| 1892—1907          | Карл Смедс (настоятель)                         |
| 1908—1911          | Вилле Койвулайнен (настоятель)                  |
| 1913               | Аксели Альфонс Каянти (и. о. пастора)           |
| 1913—1916          | Виктор Армас Аавикко (и. о. пастора)            |
| 1919               | Виктор Армас Аавикко (пастор)                   |
| 1920—1935          | Тойво Онни Кело                                 |

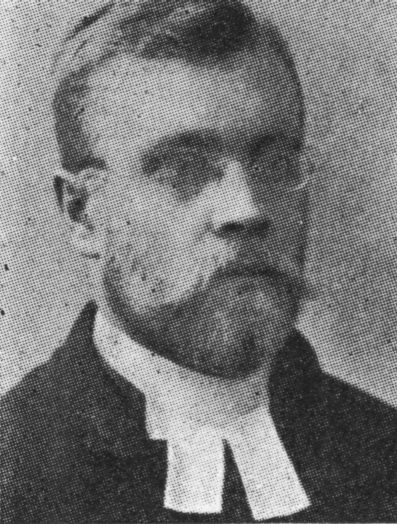
Пастор К. Смедс
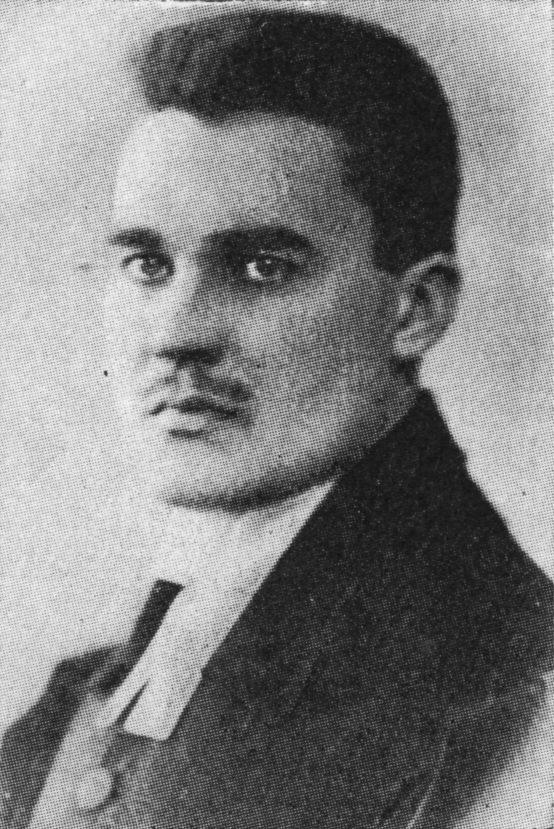
Пастор А. Каянти
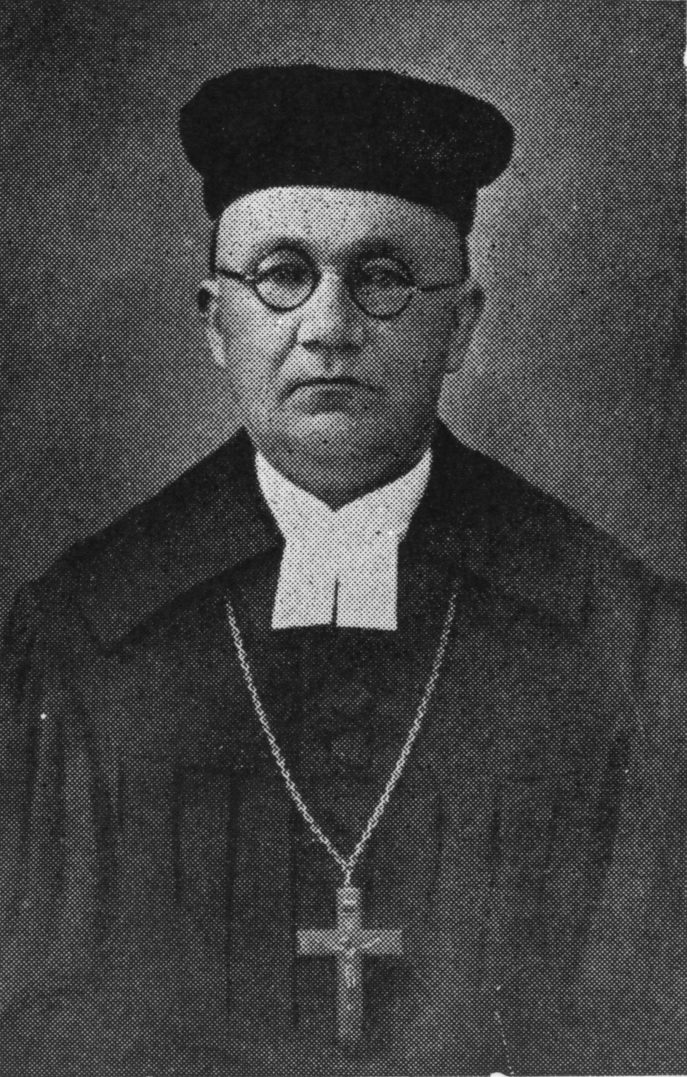
Пастор В. Аавикко

## Фото

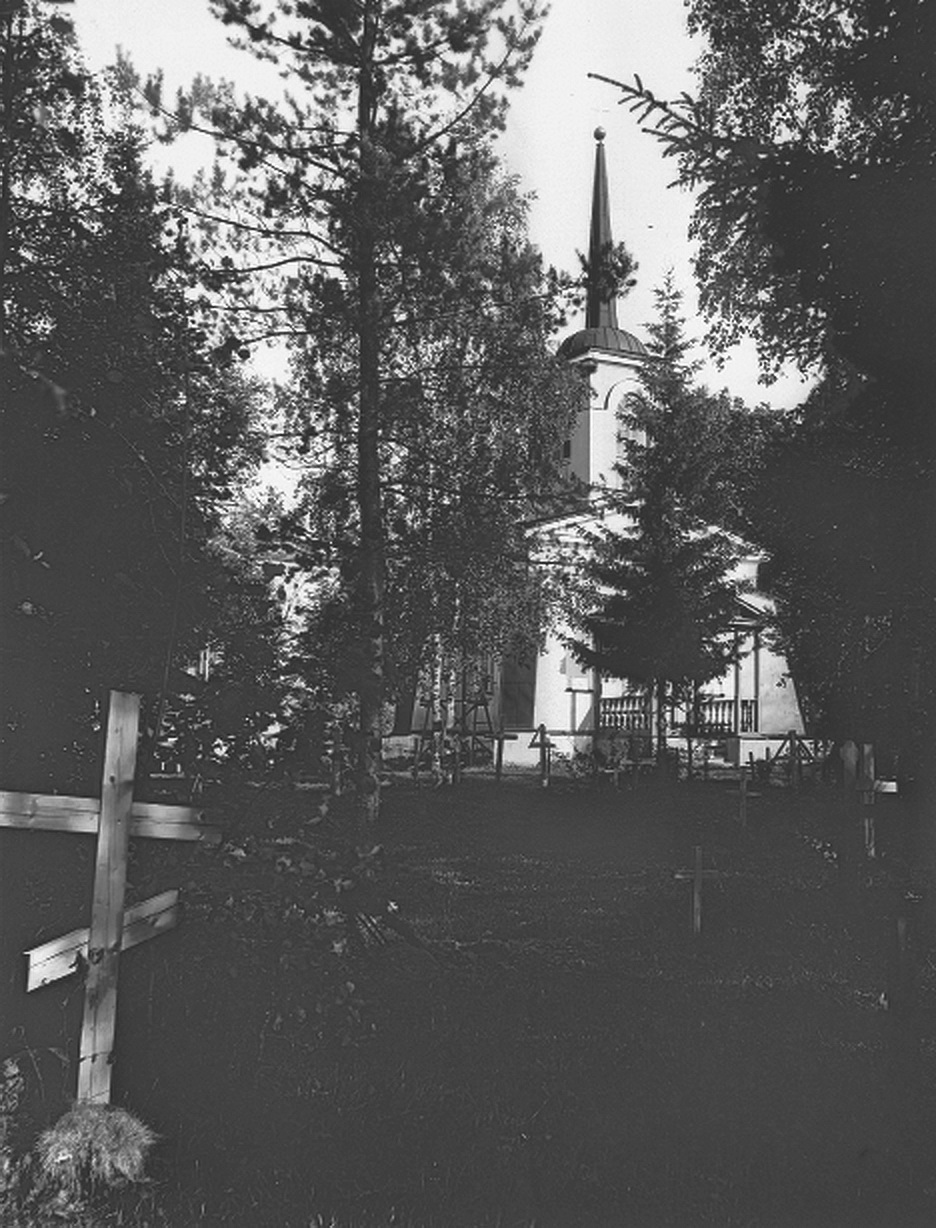
Кирха прихода Серепетта. 1911 год